# Абдуллах ибн Амр ибн аль-Ас
Абу́ Муха́ммад Абдулла́х ибн Амр аль-Кураши (араб. عبد الله بن عمرو بن العاص‎; 616, Мекка, Аравия — 684, Фустат, Омейядский халифат) — один из известных сподвижников пророка Мухаммеда, мусульманский правовед (факих).

## Биография
Его полное имя: Абу Мухаммад Абдуллах ибн Амр ибн аль-Ас аль-Кураши. Родился за 7 лет до хиджры в Мекке. Его отец, Амр ибн аль-Ас, был сподвижником пророка, внёсшим большой вклад в становление первого исламского государства. Абдуллах ибн Амр много времени уделял молитвам и постам и отличался своей набожностью. После принятия ислама принял участие во многих сражениях, происходивших между мусульманами и их врагами.
Во время первой гражданской войны в Халифате он, вместе со своим отцом, был на стороне противников халифа Али ибн Абу Талиба. Он не принял непосредственного участия в битве при Сиффине, что говорит о его нейтралитете ко всем этим событиям. Абдуллах ибн Амр никогда не поднимал оружия против мусульман.
Абдуллах ибн Амр был одним из самых образованных людей своего времени, занимался преподавательской деятельностью. Знал не только арабский язык, но и древнееврейский и сирийский языки. Он хорошо знал и передавал хадисы пророка Мухаммеда, которые записал в книге под названием «ас-Сахифа ас-Садика». Он был одним из первых сподвижников, которые с разрешения пророка Мухаммеда записывали хадисы. Один из самых известных передатчиков хадисов, Абу Хурайра, говорил, что Абдуллах ибн Амр был более осведомлён о жизни пророка, чем он. От Абдуллаха ибн Амра было передано около 700 хадисов.
Абдулла ибн Амр умер в городе Фустат (совр. Египет) в возрасте 72 лет.